# Койнаш Петро Михайлович

Петро́ Миха́йлович Ко́йнаш (1903, — 1937) — український педагог, директор Полтавського та Одеського педагогічних інститутів.

## Біографічні відомості
Петро Михайлович Койнаш народився в 1903 році в родині робітника. Одержав початкову освіту. У 1920–1921 роках працював на канцелярській роботі у Полтаві. В 1927 році вступив до ВКП (б).
У 1922–1926 роках навчався на історико-філологічному факультеті Полтавського інстиутуту народної освіти. ПІсля закінчення був залишений на викладацькій роботі. Здобув вчене звання доцента по кафедрі історії.
З 1 січня 1932 року був заступником директора інституту з навчальної роботи. Приділяв увагу вдосконаленню навчально-виховного процесу. За його ініціативи та за поданням дирекції інституту Нарком освіти УРСР 20 вересня 1932 року наказав, що починаючи з 1933 року випуск студентів повинен здійснюватись після перевірки їх роботи дипломною комісією. 11 травня 1934 року був виданий перший наказ по інституту про написання дипломних робіт студентами випускних курсів. У 1933 році очолював комісію по прийому до аспірантури інституту.

#### На керівних посадах
З 1 жовтня 1933 до жовтня 1934 року працював директором Полтавського педагогічного інституту. За його ініціативи у січні 1934 року розпочато видання збірника «Наукові праці Полтавського педагогічного інституту». Працював в умовах ідеологічного тиску та партійного контролю, часто був змушений робити непопулярні кроки (наприклад, звільнив з посади Григорія Ващенко)
З 1935 року обіймав посаду директора Одеського педагогічного інституту, У грудні 1936 року був переведений у Київ, де працював заступником Народного комісара освіти Української РСР.

#### Кримінальне переслідування
Репресований як «ворог народу і буржуазний націоналіст». 7 грудня 1937 року засуджений до страти. Розстріляний 30 грудня 1937 року в Києві.